# Pentaport Rock Festival
Az Incheon Pentaport Rock Festival rockfesztivál, amely évente kerül megrendezésre a dél-koreai Incshonban. A rendezvényt Dél-Korea egyik legnagyobb élőzenés eseményeként tartják számon. A fesztivál számos különböző zenei stílust magába foglal, bár fő profilja a rock és az elektronikus zene.

## Helyszín
A fesztivált az Incshon tartományi jogú város déli részén elhelyezkedő Incshon Dreampark területén rendezik. A terület körülbelül 30 kilométerre található Szöul belvárosától.

## Fellépők

### 2016
|                 | Péntek, augusztus 12. | Szombat, augusztus 13.                                                                                         | Vasárnap, augusztus 14.                                                                            |
| --------------- | --- | --- | -------------------------------------------------------------------------------------------------- |
| Pentaport Stage | - Suede - Nell - Run River North - Galaxy Express - We Are the Night                                                                   | - Weezer - Crossfaith - Grouplove - 10cm - Daybreak - Romantic Punch                                           | - Panic! at the Disco - Two Door Cinema Club - The Koxx - Spyair - Jung Joon-il - Peterpan Complex |
| Dream Stage     | - Special Stage for Kim Kwang-seok - The Oral Cigarettes - Crash - Method - Rux - Pentaport Super Band - Boys in the Kitchen - Inlayer | - Nothing But Thieves - Idiotape - At the Drive-In - Life and Time - The Preatures - Iamnot - Oriental Showcus | - The Vaccines - Peppertones - Dearcloud - Fromm - Jannabi - Black Honey - Maan                    |
| Cass Blue Stage | - Zion.T - Microdot / Geeks - Ja Mezz / Incredivle - Rudepaper                                                                         | - DickPunks - Sultan of the Disco - Danpyunsun and the Sailors - Jumbumsun and the Yangbans                    | - Monarchy - Xin Seha - LoveXstereo - Ludistelo                                                    |

### 2015
|                      | Péntek, augusztus 7.                                                                                             | Szombat, augusztus 8. | Vasárnap, augusztus 9. |
| -------------------- | --- | --- | --- |
| Pentaport Stage      | - Scorpions - Kimchi Sounds - The Used - Yellow Monsters - Mongni                                                | - Szo Thedzsi - The Kooks - Pia - Ego-Wrappin’ - Windy City - Soran                                                                                          | - The Prodigy - YB - Crash - The Cribs - The Solutions - No.1 Korean×South Carnival                                       |
| Dream Stage          | - Shin Hae-chul Tribute by N.EX.T - Fear, and Loathing in Las Vegas - Jambinai - Steelheart - 13 Steps - A’z Bus | - 10cm - Yi Sung-yol - Swanky Dank - Kim Sa-rang - Sheppard - Asian Chairshot - Zannabi                                                                      | - Mew - Thornapple - Mamas Gun - Sunwoo Jung-ah - Who Who - Raven - Reflex                                                |
| Shinhan Card Stage   | - Diablo - Oriental Showcus - Yeonnam-dong Dumb & Dumber - Blue Eyelids - Angry Bear                             | - Bye Bye Sea - Maan - Method - Seenroot - Larry’s Pizza | - Boys in the Kitchen - Monkeyz - The Roosters - Trash                                                                    |
| Cass Blue Stage      | - Taku Takahashi (m-flo, block.fm) D&B Set - Airmix - Baryonyx - Bagagee Viphex13 - DJ Peach Ade                 | - Frants wit G-soul - Somal - Conan - Kingmck - Andow | - Crystal Method DJ Set - Ginjo - P-nutz & Daywalker - Juncoco - Benjamin                                                 |
| Zippo One Love Stage | - Djarabi - Koulé Kan - Tomato Crown - Sina & Nanasai - Escola Alegria Parade - Solati                           | - Taz - Lobotomy - DJ Akimbo - Tehiun - Windy City - Nohsuntek & The Soul Sauce - Escola Alegria Parade - Bal chiyuui hoda ji samba - African Dance Workshop | - Night Market - Escola Alegria Parade - Bohemia - Oriental Showcus - South Carnival - No.1 Korean - Samba DAnce Workshop |
| Uprising Open Stage  | — | - Gongmusuhaeng - R4-19 - Hitten Plastic - 1984 - Guten Birds - Narang                                                                                       | - Dave Beck - Cosmik Noiz - Hammering - Notension - Camelize - Dalraeband                                                 |

### 2014
|                 | Péntek, augusztus 1.                                                                               | Szombat, augusztus 2.                                                                                       | Vasárnap, augusztus 3. |
| --------------- | -------------------------------------------------------------------------------------------------- | --- | --- |
| Pentaport Stage | - Lee Seung-hwan - Daybreak - Suicidal Tendencies - Pia - Maxïmo Park                              | - Kasabian - Idiotape - Boys Like Girls - Crash - Orange Range - Rose Motel                                 | - Travis - Starsailor - Bulldog Mansion - Romantic Punch - Kingston Rudie Ska - Skull & Haha                                        |
| Dream Stage     | - Crossfaith - Thornapple - Goonamguayeoridingstella - Lizzy Borden - Phusmental - Dempagumi.inc   | - The Horrors - Peppertones - The Inspector Cluzo - Dearcloud - The Solutions - No.1 Korean - Life And Time | - Jang Phil-soon & Jo Dong-hee & Oh So-young - Urban Zakapa - Scandal - Harry Big Button - We Are The Night - Acollective - Small O |
| Moonlight Stage | - Wangel - Third Stone - Hugh Keice - A’zbus - My Skin Against Your Skin - Baekma - City Hall Band | - Ludistelo - Lee Ji-Hyung - Mimi Sisters - Reflex - Ashgray - 18 Gram                                      | - Wangel - No Respect For Beauty - Rux - Four Brothers - Jannabi - Garlics - Red Flower                                             |

### 2013
|                 | Péntek, augusztus 2.                                                      | Szombat, augusztus 3.                                                                            | Vasárnap, augusztus 4.                                                                              |
| --------------- | ------------------------------------------------------------------------- | ------------------------------------------------------------------------------------------------ | --------------------------------------------------------------------------------------------------- |
| Pentaport Stage | - Deulgukhwa - Skid Row - Testament - Wiretrap In My Ear - The Big Pink   | - Suede - Yoon Do Hyun Band - Story of the Year - Hot Potato - Peace - Dickpunks                 | - Fall Out Boy - Kang San-ae - Yellow Monsters - Blood Red Shoes - Romantic Punch                   |
| Dream Stage     | - Pornograffiti - Monni - Steelheart - Naty - S.L.K. - Manggakhwa - Fine  | - Glasvegas - Man with a Mission - Oh Ji-eun - Soran - Sioen - Black Bag - Electric Eel - Utopia | - Mamas Gun - Peterpan Complex - Swan Dive - Gogostar - Hemenway - Bye Bye Badman - Monkeys - Trash |
| Moonlight Stage | - Beenzino & Dok2 - Junggigo - Born Kim - Used Cassettes - New Blue Death | - One More Chance - Autumn Vacation - Lalasweet - Prelude - Magna Fall                           | - Windy City - Skull & Haha - Seoul Riddim Superclub - Siberian Husky                               |

### 2012
|                 | Péntek, augusztus 10. | Szombat, augusztus 11.                                                                   | Vasárnap, augusztus 12. |
| --------------- | --- | ---------------------------------------------------------------------------------------- | --- |
| Pentaport Stage | - Baekdusan - Super Session - Top Band 2 quarterfinal - Toxic - Icy cider - Gate Flowers - Axiz                               | - Snow Patrol - Ash - Fact - The Koxx - The Qemists - Kingston Rudieska                  | - Manic Street Preachers - Crystal Castles - Hot Potato - 10cm - Coldrain - Daybreak                                             |
| Dream Stage     | - Windy city - Lasse Lindh with Linus’ Blanket - Bye Bye Sea - Eastern Sidekick - Mongoose - Dickpunks - We Save Strawberries | - Crash - SiM - Art Of Parties - Vassline - Broken Valentine - My Skin Against Your Skin | - The Inspector Cluzo - The Moonshiners - Hyeongdon és Daejun - Lee Seung-Yeol - Rose Motel - Bye Bye Badman - Tizzy Bac - Mocca |
| Lakeside Stage  | - Joaband - Lucite Rabbit - Have A Tea - Solsol Springwind - Electric Eel                                                     | - Sweet Sorrow - Rooftop Moonlight - Soran - Joo Yoonha - Mushrooms                      | - Huckleberry Finn - Urban Zakapa - Lalasweet - Speak Out - Hologram Film                                                        |

### 2011
|                 | Péntek, augusztus 5.                                                                                | Szombat, augusztus 6.                                                                                     | Vasárnap, augusztus 7.                                                                                    |
| --------------- | --------------------------------------------------------------------------------------------------- | --- | --- |
| Pentaport Stage | - B.o.B - Miss A - Drunken Tiger és Yoon Mi-rae - GD & TOP és Taeyang                               | - Korn - No Brain - Schizo - Maximum the Hormone - Spring, Summer, Autumn and Winter - Wiretrap In My Ear | - Simple Plan - The Ting Tings - Boohwal - Neon Trees - Idiotape - Hwangboryung=Smacksoft                 |
| Dream Stage     | - Wonder Bird - W&Whale - Go Chic - Linus’ Blanket - Pidgoen Milk - The Ghost Spardac - Choi Go-eun | - Plain White T’s - Garion - Mamas Gun - Vassline - The Geeks - Boni - Jambinai                           | - Galaxy Express - Joe Brooks - Black Skirt - Jang Jae-in - Super 8 Beat - Eastern Sidekick - Jo Gil-sang |
| Groove Session  | - Plastic Kid - DJ Yup fet. Koonta - Conan feat. MC Goltee - J-Path                                 | - Dr. Lektroluv - Limzi - Astro Voize - Inside Core                                                       | - Dexpistols - Oriental Funk Stew - DJ Ryoo - Kingmck - Shut Da Mouth                                     |

### 2010
|                 | Péntek, július 23.                                                                                    | Szombat, július 24.                                                                                            | Vasárnap, július 25.                                                                                    |
| --------------- | --- | --- | --- |
| Pentaport Stage | - Stereophonics - Jo Duk-Hwan - Crying Nut - Kang San-ae - Galaxy Express - Lun Hui                   | - Hoobastank - LCD Soundsystem - YB - Kishidan - Guckkasten - Biuret                                           | - Ian Brown - Dir En Grey - Kim Chang-Wan - Ego-Wrappin’ - Lee Han-Chul - Huckleberry Finn - Super Kidd |
| Dream Stage     | - Pia - The Like - Oh Ji-Eun - Wu Bai & China Blue - Lee Jang-Hyuk & Oh So-Young - Ninesin - Strikers | - Vassline - Wagdug Futuristic Unity - Ynot? - No. 1 Korean - Lee Sang-Min Band - Daybreak - 10cm - Phonebooth | - Hot Potato - The Grates - Kingstone Rudieska - Opshop - Yellow Monsters - Serengetti - Orgeltanz      |
| Groove Session  | - DJ Yoda - Inside Core - East Collective - 2E Love                                                   | - Pendulum (DJ Set) - Idiotape - Astro Voize                                                                   | - Kap10Kurt - Revolver 69 - Mongoloid - J-Path                                                          |

### 2009
|                                 | Péntek, július 24. | Szombat, július 25. | Vasárnap, július 26. |
| ------------------------------- | --- | --- | --- |
| Big Top Stage & Pentaport Stage | - No Brain - GoGo Star - Rux - Black Syndrome - Sogyumo Acasia Band - Sugardonut - Aggressive Dogs (a.k.a. UZI-ONE) - Acidman - Crystal Rain - Trans Fixion | - Deftones - N.EX.T - 99Anger - The Black Skirt - Guckkasten - W&Whale - Schizo - Eskimo Joe - Cocore - Kingston Rudieska - Hanumpa - Hollow Jan | - Galaxy Express - GUMX - Nevada51 - The Inspector Cluzo - The Plastic Day - Apollo 18 - Lenka - Loro’s - Seoul Electric Band - Killa Kela - Huckleberry Finn |
| Groove Session                  | - Cosmic Gate - Gon - Conan - Risque Rhythm Machine - Kentaro - VJ Zirostyle                                                                                | - Astro Voize - Idiotape - Ujn&nova - Karizma - VJ Zirostyle                                                                                     | - Dexpistols - Lefto - Unjin - Yahel - VJ Sol |

### 2008
|                 | Péntek, július 25. | Szombat, július 26. | Vasárnap, július 27.                                                                        |
| --------------- | --- | --- | ------------------------------------------------------------------------------------------- |
| Big Top Stage   | - Ellegarden - Crying Nut - The Music - The Go! Team - T.A. Copy - Copy Machine                                        | - Travis - Jaurim - The Vines - Lee Han Choul and Run Run Runawayz - The Ratios - End of Fashion - Superkidd                                               | - Underworld - Kasabian - Delispice - Hard-Fi - Oh! Brothers - Ozomatli - Windy City        |
| Pentaport Stage | - Peterpan Complex - Sweater - Double Famous - Rocket Diary - Beautiful Days - Burning Hepburn - Star Bow - Friday Ins | - The Gossip - The Moonshiners - Devils - Sogyumo Acasia Band with Yozoh - Mary Story - Loro’s - Broccoli, You Too? - Napoleon Dynamite - Blue Near Mother | - Feeder - Tricky - GUMX - Inoran - Galaxy Express - Lowdown 30 - D.I.C.E. - Paprika - Gutz |
| Groove Session  | - Kid B - DJ Rap - Shai - Fin                                                                                          | - DJ Smood (feat. MC Make-One) - London Elektricity - Accomplice - Psyko                                                                                   | - 3rd Coast - Princess Superstar - Sunshine - Flamenco (feat. MC SaphFire)                  |

### 2007
|                 | Péntek, július 27. | Szombat, július 28. | Vasárnap, július 29.                                                                                                |
| --------------- | --- | --- | --- |
| Big Top Stage   | - The Chemical Brothers - OK Go - Love And Peace - Diablo - The Human Instinct - Gov’t Mule - Schizo                         | - L’Arc-en-Ciel - Ocean Colour Scene - Testament - Crash - Vodka Rain - Vanilla Unity                                       | - Muse - Crying Nut - Ash - Asian Kung-Fu Generation - Nell - Vassline                                              |
| Pentaport Stage | - The Answer - Wiretap in My Ear - Hollow Jan - Pearl’s Day - Cucsija Anna - Down In A Hole - Yellow Puffer - Bay - 21 Scott | - Rainy Sun - Stevie Salas - 69 Chambers - Peterpan Complex - Johnny Royal - Ray Kang - Moombatrap - The Strikers - Starbow | - Dr. Core 911 - Yi Sung Yol - Every Single Day - Rux - Sugardonut - The Melody - Copy Machine - Cool Age - Andsome |
| Groove Session  | - DJ Takuma - BT - Hoola-Loops - Andy & Stu                                                                                  | - DJ Smood - Fantastic Plastic Machine (feat. Acusi of Dragon Ash) - Kid B - DJ Guru                                        | - DJ Beejay - DJ J-Path - DJ Hydro - Om-Shall-Om                                                                    |

### 2006
|                | Péntek, július 28.                                                                                 | Szombat, július 29. | Vasárnap, július 30. |
| -------------- | -------------------------------------------------------------------------------------------------- | --- | --- |
| Big Top Stage  | - The Strokes - N.EX.T - Snow Patrol - Sister’s Barbershop - Pia - Sugardonut - Yeah Yeah Yeahs    | - Placebo - The Black Eyed Peas - Psy - Dragon Ash - Sinawe - Crash - Vassline                                                          | - Franz Ferdinand - Kula Shaker - Jaurim - DramaGods - Nell - Lee Han Choul - T.A Copy                                                                       |
| Mnet.com Stage | - Jason Mraz - My Aunt Mary - Miyavi - Cuba - Lee Hyun Suk - Kang In O - Ghetto Bombs - Super Kidd | - Fake? - Butterfly Effect - Schizo - Hachi & TJ - Vodka Rain - Pearl’s Day - Beautiful Days - Desperado - Mongoose - Cloud Cuckoo Land | - Hedwig and the Angry Inch - Story of the Year - Dr. Core 911 - Vanilla Unity - E Z Hyoung - Atmosphere - Windy City - Oh! Brothers - Common Ground - Monni |
| Groove Session | - Oriental Funk Stew - Andy & Stu - Junkie XL - DJ Sunshine - DJ Devil - VJ The Maze               | - DJ Jaimo - DJ Paust - Ken Isii - DJ Unkle - Airmix - VJ The Maze                                                                      | - DJ Guru - DJ Hyper - Makoto & MC Stride - DJ Kuma - VJ The Maze                                                                                            |